# Irene Gruss
Irene Gruss (Buenos Aires, 31 de agosto de 1950-25 de diciembre de 2018) fue una poeta argentina. Escribió La luz en la ventana, El mundo incompleto y La mitad de la verdad. Fue coordinadora de talleres literarios y formaba poetas. En los años 70 fundó el grupo de poetas "Taller Mario Jorge De Lellis".

## Biografía
Formó parte del grupo de poetas que fundó, a comienzos de los años 1970, el taller «Mario Jorge De Lellis», desde el que actuó un movimiento que significó a la vez la continuación y el replanteo del coloquialismo que animó la poesía de los 60. 
Coordinó talleres de escritura desde 1986. En 1975, recibió el primer premio a obra inédita, otorgado por la Municipalidad de la Ciudad de Buenos Aires. En 1986, le otorgaron el primer premio “José Hernández”, en el concurso organizado por la Biblioteca “Cornelio Saavedra” y auspiciado por Eveready.  
Dedicaba su tiempo a la corrección, en paralelo a la escritura, como modo de subsistencia.
Su biógrafa es la escritora y poeta Daniela Pasik. 
Obra poética
- La luz en la ventana (El Escarabajo de Oro, 1982);
- El mundo incompleto (Libros de Tierra Firme, 1987);
- La calma (Libros de Tierra Firme, 1991);
- Sobre el asma (edición de la autora, 1995);
- Solo de contralto (Galerna, 1998);
- En el brillo de uno en el vidrio de uno (La Bohemia, 2000);
- La dicha (Bajo la Luna, 2004);
- Poetas argentinas (1940-1960) Selección y Prólogo (Ediciones Del Dock, 2006)
- Una letra familiar (Nouvelle) (Bajo la Luna, 2007).
- La mitad de la verdad, Obra reunida (1982-2007) (Bajo la Luna, 2008).
- La pared (ediciones Nudista, Córdoba, Argentina, 2012);
- Música amable al fin (Mágicas Naranjas, 2012);
- Notas para una tanza (Gog y Magog, 2012);
- Pasajera del viento, antología de poemas de Irma Cuña, Selección y Prólogo (FCE, 2013).
- Humo -Antología personal (Ruinas Circulares, 2013; Eme- La Palma, Madrid, 2014);
- Entre la pena y la nada (Ediciones Del Dock, 2016);
- Piezas mínimas (Córdoba, Buena Vista Editora, 2017);
- De piedad vine a sentir (Ediciones En Danza, 2019)